# Nemapogon variatella
Nemapogon variatella är en fjärilsart som beskrevs av James Brackenridge Clemens 1859. Nemapogon variatella ingår i släktet Nemapogon och familjen äkta malar. Inga underarter finns listade i Catalogue of Life.

## Bildgalleri

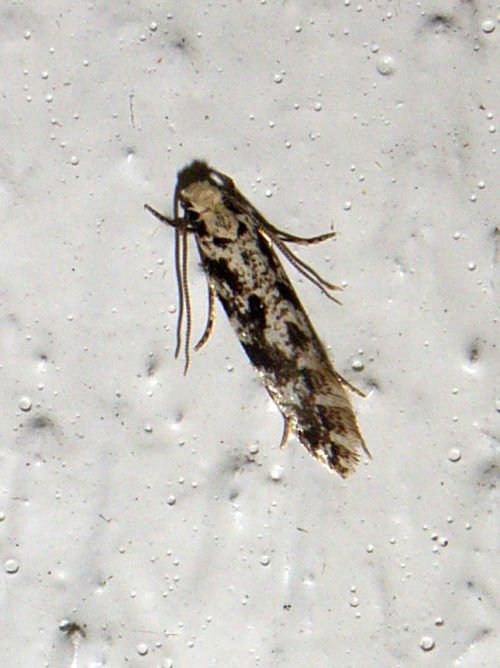
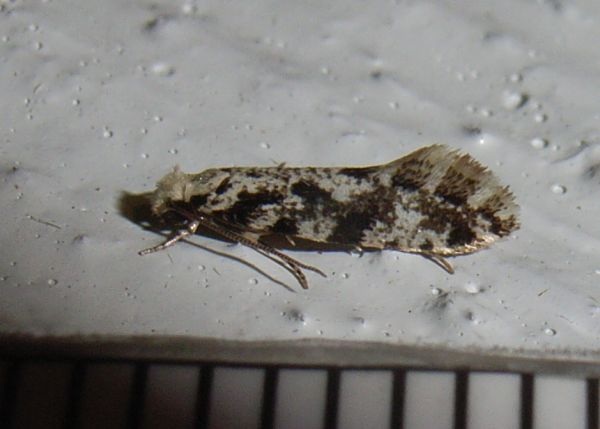